# ペンシラー

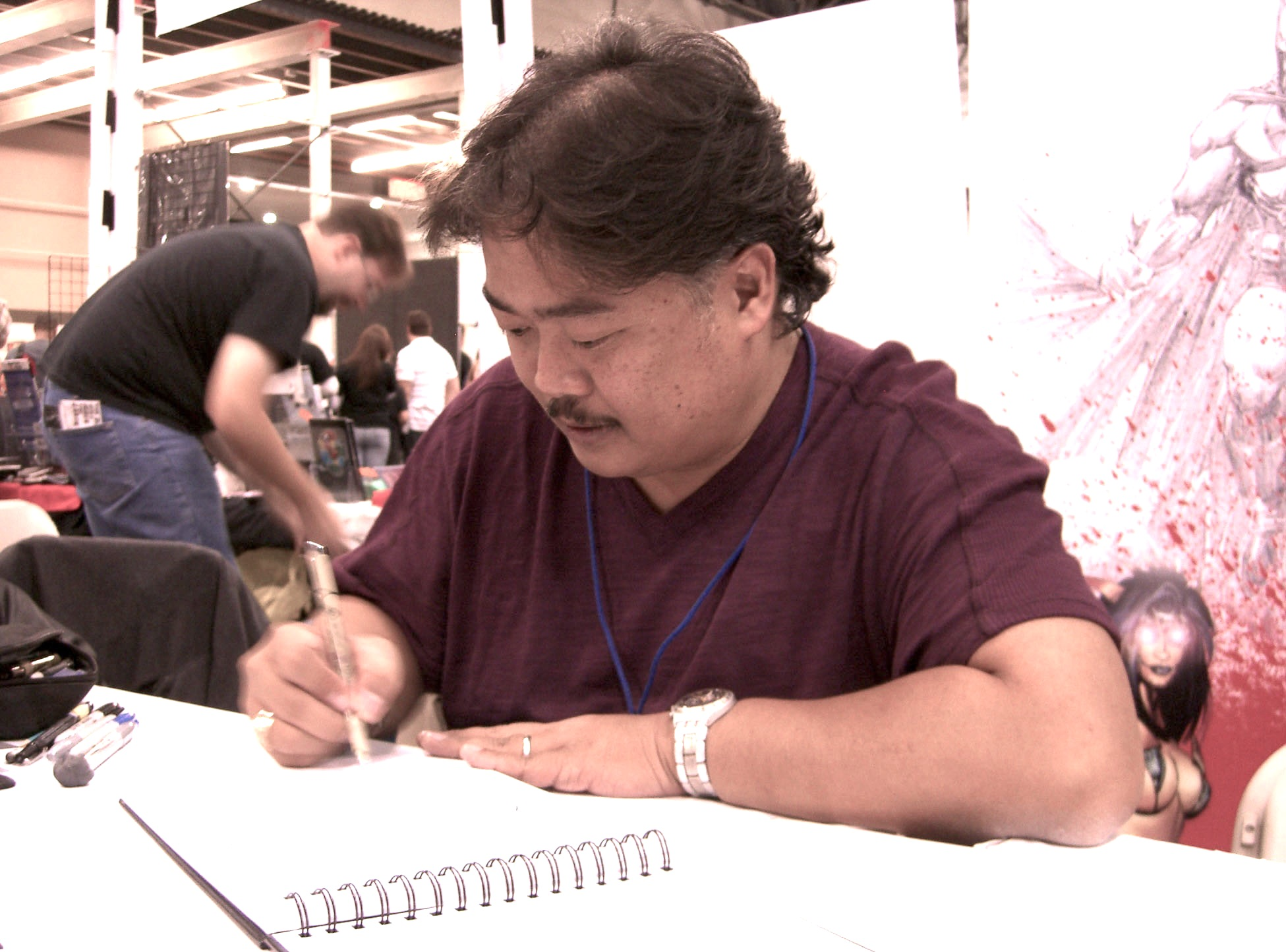
ペンシラーのウィルス・ポータシオがコミック・コンベンションでスケッチしている。

ペンシラー（英: penciller, penciler）とは、コミックブックや同様の視覚芸術が分業体制で制作されるとき、主に鉛筆による下描きを行う役をいう。
アメリカのコミックブック業界では、ストーリーを絵に移し変える作業を担当するのがペンシラーであり、時にはライター（原作者）とフィードバックを交わしながら作業を進めることが求められる。原稿上でコマ割り（プロットをいくつのシーンに分けて描くか、各シーンを紙上でどのように配列してどんな構図で描くか）を行うのはペンシラーである。

## 道具と方法
ペンシラーの作業は鉛筆で行う。それ以上の詳細はアーティストごとに異なり、多種多様な道具が用いられる。多くのアーティストは昔からある木の鉛筆を使うが、シャープペンシルや芯ホルダーを好む者もいる。芯の硬さに決まりはないが、薄い線で最初の下絵を描くときには硬めの芯（2Hなど）を用い、最後の仕上げには少し柔らかめの芯（HBなど）を用いる例が多い。そのほか、最初のコマ割りを行うときには複写機に写らない薄い青の色鉛筆を用いるアーティストもいる。
一般的に、米国のコミックブック用の原稿はブリストル紙（滑らかな厚手の板紙）などに描かれる。メインストリーム・コミック界の慣例では、原稿用紙サイズは11×17インチ（約28×43センチメートル）であり、これは実際の印刷サイズの1.5倍である。ペン入れ担当のインカーは鉛筆画原稿に直接描きこんでいくのが一般的だが、ペンシラーの原画を保存する場合には、ベラム紙（paper vellum）などの透明な紙を重ねてトレースする。完成した原稿は、印刷の工程中に縮小複写される。Photoshopのようなデジタル描画ソフトが現れてからは、原稿制作の一部もしくは全体をデジタル化する動きが進められている。

## スタイル
ルース・ペンシリング、すなわち「ざっくりした描き方」と呼ばれる流儀では、鉛筆画に特有のあいまいさをあえて残しておき、インカーに意図を解釈させる。この場合、クレジット表記ではペンシラーが「ブレークダウン」もしくは「レイアウト」を行ったと記され、インカーは「エンベリッシャー」もしくは「フィニッシャー」と呼ばれるのが通例である。これに対し、原稿を細部まで描き込んでペン画に反映されるべきニュアンスをすべて指定することを好むペンシラーもいる。この流儀はタイト・ペンシリング、すなわち「かっちりした描き方」と呼ばれる。

## ワークフロー
通常、コミックブックのペンシラーは編集者との密な連携のもとで作業を行い、編集者はライターに依頼したスクリプトをペンシラーに伝える。
コミックブックのスクリプトの形式はさまざまである。ライターの中でもアラン・ムーアなどは、ページごとに精緻な長文による完全な梗概を作成する。逆にプロットの概略しか伝えないライターは、重要なシーンを短く描写するだけで、セリフも断片的だったり書かないこともある。後者の形式は、マーベル・コミックの編集長を長く務めたスタン・リーが好んでいたことから、マーベル・メソッドという名で知られるようになった。
ライターやほかのアーティスト（アートディレクターなど）がスクリプトに「ブレークダウン」と呼ばれるコマ割り案を付ける場合があり、ペンシラーはそれにならってシーンの描き方を決める。ブレークダウンがなければ、各ページのコマ割りを、たとえばコマの数や形と配置を決定するのはペンシラーの役目となる。スクリプトが作画の細部を指定していても、ペンシラーがもっといい構図の取り方があると感じ、スクリプトを無視することがある。ただし、それには編集者やライターとの協議が必要なのが一般的である。